# Agama caudospinosa
Agama caudospinosa là một loài thằn lằn trong họ Agamidae. Loài này được Meek mô tả khoa học đầu tiên năm 1910.